# Lída Baarová
Lída Baarová (născută Ludmila Babková; n. 7 septembrie 1914, Praga, Austro-Ungaria – d. 27 octombrie 2000, Salzburg, Austria) a fost o actriță cehă. Ea a fost timp de doi ani amanta ministrului propagandei naziste a Germaniei, Joseph Goebbels.

## Biografie

### Viață și carieră
Născută la Praga, Baarová a studiat actoria la Conservatorul din oraș și a avut primul ei rol în filmul cehoslovac Cariera lui Pavel Čamrda (Kariéra Pavla Čamrdy) la vârsta de 17 ani. Mama ei a cântat într-un cor și a apărut în mai multe piese de teatru; sora ei mai mică, Zorka Janů⁠(d) (1921–1946), a devenit și ea actriță de film. În 1934, Baarová a părăsit Praga pentru a merge la Berlin după ce a câștigat un concurs la studiourile de film UFA pentru un rol în filmul Barcarole⁠(d). L-a întâlnit pe Adolf Hitler în acel an și el i-a spus: „Arăți ca cineva care a jucat un rol major în viața mea, un rol foarte important”. Hitler se referea la nepoata sa, Geli Raubal.
La Berlin, a avut o apariție de succes în filmul Barcarole (1935), alături de actorul german Gustav Fröhlich⁠(d) (1902–1987). Ea și Fröhlich, între timp divorțat de cântăreața de operă maghiară Gitta Alpár⁠(d), s-au îndrăgostit și au jucat împreună în mai multe filme. Baarová a jucat, de asemenea, pe scena Teatrului Deutsches și la Volksbühne⁠(d). A primit mai multe oferte de muncă de la studiourile de la Hollywood. Ea le-a refuzat sub presiunea autorităților naziste, dar mai târziu a regretat și i-a spus biografului ei, Josef Škvorecký: „Aș fi putut fi la fel de faimoasă ca Marlene Dietrich”.
După logodna ei cu Fröhlich, cuplul s-a mutat pe insula Schwanenwerder⁠(d) de la marginea Berlinului, unde casa lor era aproape de reședința lui Joseph Goebbels, un membru de frunte în guvernul nazist al lui Hitler, cu o voce decisivă în producția de film german și cinematografia nazistă. Baarová, care lucra încă pentru studiourile UFA, l-a cunoscut când Goebbels a vizitat casa lui Fröhlich în 1936. Treptat, s-au apropiat romantic și, la îndemnul lui Goebbels, au început o relație care a durat peste doi ani.  Relația lor amoroasă a provocat complicații serioase între Goebbels și soția sa Magda. Când ministrul a început să apară în public cu amanta sa, Magda Goebbels a început, la rândul său, o aventură cu secretarul de stat al lui Goebbels, Karl Hanke⁠(d), și în cele din urmă i-a cerut lui Hitler permisiunea de a divorța de soțul ei. Potrivit propriilor declarații ale lui Baarová, ea însăși, temându-se de mândria rănită a lui Goebbels, l-a abordat pe dictator pentru a cere ajutor.
Hitler a intervenit la 16 august 1938 când și-a mustrat ministrul, declarând că, având în vedere „căsătoria sa perfectă”, precum și viitoarea anexare a regiunii Sudeților, aventura sa cu o actriță cehă era o imposibilitate. Șeful poliției din Berlin Wolf-Heinrich von Helldorff⁠(d) i-a spus lui Baarová că va trebui să renunțe imediat la relația sa cu Goebbels și i s-a interzis să mai cânte la ordinul direct al lui Hitler. Filmul ei recent finalizat, O poveste de dragoste prusacă⁠(d), care a descris povestea de dragoste dintre Wilhelm I și prințesa poloneză Elisa Radziwill și a fost o referință subțire la relația dintre Goebbels și Baarová, a fost interzis și nu a fost prezentat în cinematografe până în 1950, când a fost proiectat ca Liebeslegende („Povestea iubirii”). Oameni plătiți au strigat „Ieși afară, curvă a ministrului” când personajul Baarovei a apărut pe ecran la premiera filmului „Der Spieler” și nu s-au oprit decât atunci când spectacolul a fost anulat. Proiecția filmului a fost oprită și actrița a avut o criză de nervi. A încercat să ia legătura cu prietenii de la Hollywood, cu gândul să meargă acolo, dar Hitler i-a spus că nu poate părăsi țara. Urmărită de Gestapo oriunde mergea, cu ordin de la Helldorf să nu mai aibă apariții publice și presată de prietenii ei, în iarna lui 1938–1939, Baarová a fugit înapoi la Praga. Acolo, i s-a permis temporar să cânte în timpul ocupației germane și, în 1942, s-a mutat în Italia, unde a jucat în filme precum Grazia (1943), La Fornarina⁠(d) (1944), Vivere ancora (1945) și altele.
După ce trupele aliate au ocupat Italia, ea a trebuit să se întoarcă la Praga. În aprilie 1945, însă, Lída Baarová a plecat din nou din Praga în Germania. Pe drum, a fost luată în custodie de poliția militară americană, închisă la München și ulterior extrădată în Cehoslovacia.

### Anii postbelici
În Cehoslovacia, în 1945, Baarová și familia ei au fost luate în custodie pentru suspiciunea de colaborare cu germanii în timpul războiului. Mama ei a murit în timpul unui interogatoriu; sora ei Zorka s-a sinucis în 1946. Ea însăși a fost eliberată după 18 luni de arest, din lipsă de probe. Lída nu a fost niciodată condamnată. În timp ce se afla în custodie, ea a fost adesea vizitată de păpușarul Jan Kopecký⁠(d) și în cele din urmă s-au căsătorit la 27 iulie 1947. Kopecký a fost o rudă apropiată a lui Václav Kopecký⁠(d), un politician proeminent în guvernul de după război al Cehoslovaciei. Ruda proeminentă a lui Kopecký nu a aprobat însă căsătoria și, în consecință, Kopecký și-a pierdut locul de muncă. Kopecký a emigrat în Argentina, lăsând-o pe Lída în urmă să se recupereze în sanatoriul Dr. Lundwall.
În Austria, în 1949, actrița a încercat să revină în cinematografie, dar când actorul austriaco-britanic Anton Walbrook s-a retras dintr-un film în care a fost distribuit alături de ea, Lída a plecat în Argentina pentru a scăpa de publicitatea negativă din presă. Trăind în sărăcie extremă, ea a decis să se întoarcă în Italia. Soțul ei a rămas în Argentina și au divorțat în 1956. Întoarsă în Italia, Lída a apărut în mai multe filme, inclusiv în I Vitelloni (1953) de Fellini, unde a jucat rolul soției unui negustor bogat. În 1958, s-a mutat la Salzburg, unde a cântat din nou pe scenă. S-a căsătorit cu medicul austriac Kurt Lundwall în 1969; acesta a murit în 1973 și este înmormântat în Aigner Friedhof⁠(d) din Salzburg.

### Dupăcăderea comunismuluiîn Europa
În anii 1990, Baarová a reapărut pe scena culturală a Republicii Cehe. Și-a publicat autobiografia. Un film, Lída Baarová's Bittersweet Memories, a fost lansat în 1995 și a câștigat un premiu la Festivalul de Film de Artă din 1996 de la Trenčianske Teplice, Slovacia.

### Ultimii ani
Baarová a suferit de boala Parkinson și a murit în 2000 la Salzburg, în timp ce locuia singură pe moșia pe care a moștenit-o după moartea celui de-al doilea soț al ei, Kurt Lundwall. Cenușa ei a fost îngropată în Cimitirul Strašnice din Praga, unde se odihnește alături de părinții și de sora ei Zorka.

## În cultura populară
În 2016, o dramatizare a vieții actriței Baarová a fost prezentată în filmul istoric biografic Amanta diavolului (sau Lída Baarová) regizat de Filip Renč⁠(d), cu Tatiana Pauhofová⁠(d) în rolul ei, Karl Marcovics⁠(d) în rolul lui Goebbels și David Novotný⁠(d) ca șeful de producție al UFA Ernst Hugo Correll⁠(d).

## Filmografie
- Obrácení Ferdyše Pištory ("Convertirea lui Fred Pištora", 1931)
- Kariéra Pavla Čamrdy („Cariera lui Pavel Čamrda”, 1931)
- Zapadlí vlastenci („Patrioți uitați”, 1932)
- Lelíček ve službách Sherlocka Holmese („Lelíček în slujba lui Sherlock Holmes”, 1932)
- Šenkýřka u divoké krásky („Chelnerița la Barul Frumuseții Sălbatice”, 1932)
- Růžové kombiné (1932)
- Malostranští mušketýři ("Muschetarii din Praga", 1932)
- Funebrák (1932)
- Jsem děvče s čertem v těle (1933)
- Madla z cihelny („Fiica zidarului”, 1933)
- Okénko („Fereastra”, 1933)
- Sedmá velmoc („A șaptea putere”, 1933)
- Její lékař („Medicul”, 1933)
- Pokušení paní Antonie (1934)
- Pán na roztrhání („Omul solicitat din toate părțile”, 1934)
- Na růžích ustláno („Viața ușoară”, 1934)
- Zlatá Kateřina („Kate de aur”, 1934)
- Dokud máš maminku ("Atâta timp cât mama ta este în viață", 1934)
- Grandhotel Nevada⁠(d) („Grand Hotel Nevada”, 1934)
- One Too Many la bord (Einer zuviel an Bord⁠(d), 1935)
- Leutnant Bobby, der Teufelskerl ("Locotenentul Bobby, diavolul", 1935)
- Barcarole („Barcarolle”, 1935)
- Verräter („Trădătorul”, 1936)
- Die Stunde der Versuchung („Ora ispitei”, 1936)
- Švadlenka („O croitoreasă”, 1936)
- Komediantská princezna (1936)
- Patrioten („Patrioți”, 1937)
- Lidé na kře⁠(d) („Oameni de pe gheața plutitoare”, 1937)
- Panenství („Virginitatea”, 1937)
- Die Fledermaus (1937 film)⁠(it)[traduceți] ("Liliacul", 1937)
- Der Spieler („Jucătorul”, 1938)
- Preußische Liebesgeschichte („O poveste de dragoste prusacă”, 1938, interzis; lansat în 1950 sub numele de Liebslegende „Poveste de dragoste”)
- Maskovaná milenka ("Amantul mascat", 1939)
- Ohnivé léto („Vara de foc”, 1939)
- Artur a Leontýna ("Arthur și Leontine", 1940)
- Život je krásný („Viața este frumoasă”, 1940)
- Dívka v modrém⁠(d) („Fata în albastru”, 1940)
- Za tichých nocí ("În liniștea nopții", 1941)
- Paličova dcera („Fiica lui Palič”, 1941)
- Turbina („Turbină”, 1941)
- Grazia („Frumusețea fermecătoare”, 1943)
- Ti conosco, mascherina! ("Masked Girl, Recognised!", 1943)

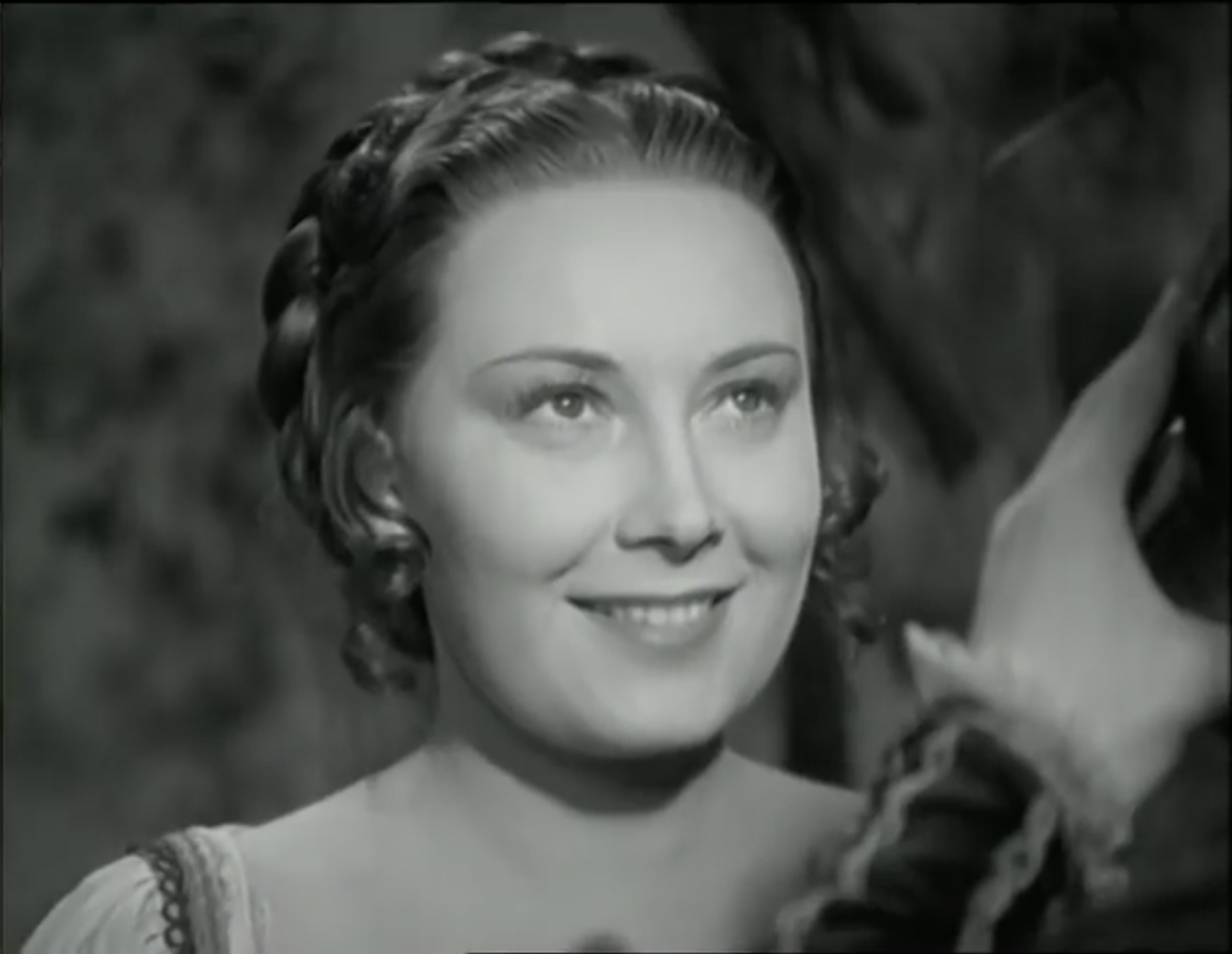
Lida Baarova in La Fornarina (1944)

- La Fornarina⁠(d) ("Fiica brutarului", 1944)
- Il Cappello da prete ("Pălăria preotului", 1944)
- L'Ippocampo (1944)
- Vivere ancora (1944)

- La sua strada (1946)
- La bisarca⁠(d) (1950)
- Gli amanti di Ravello⁠(d) (1950)

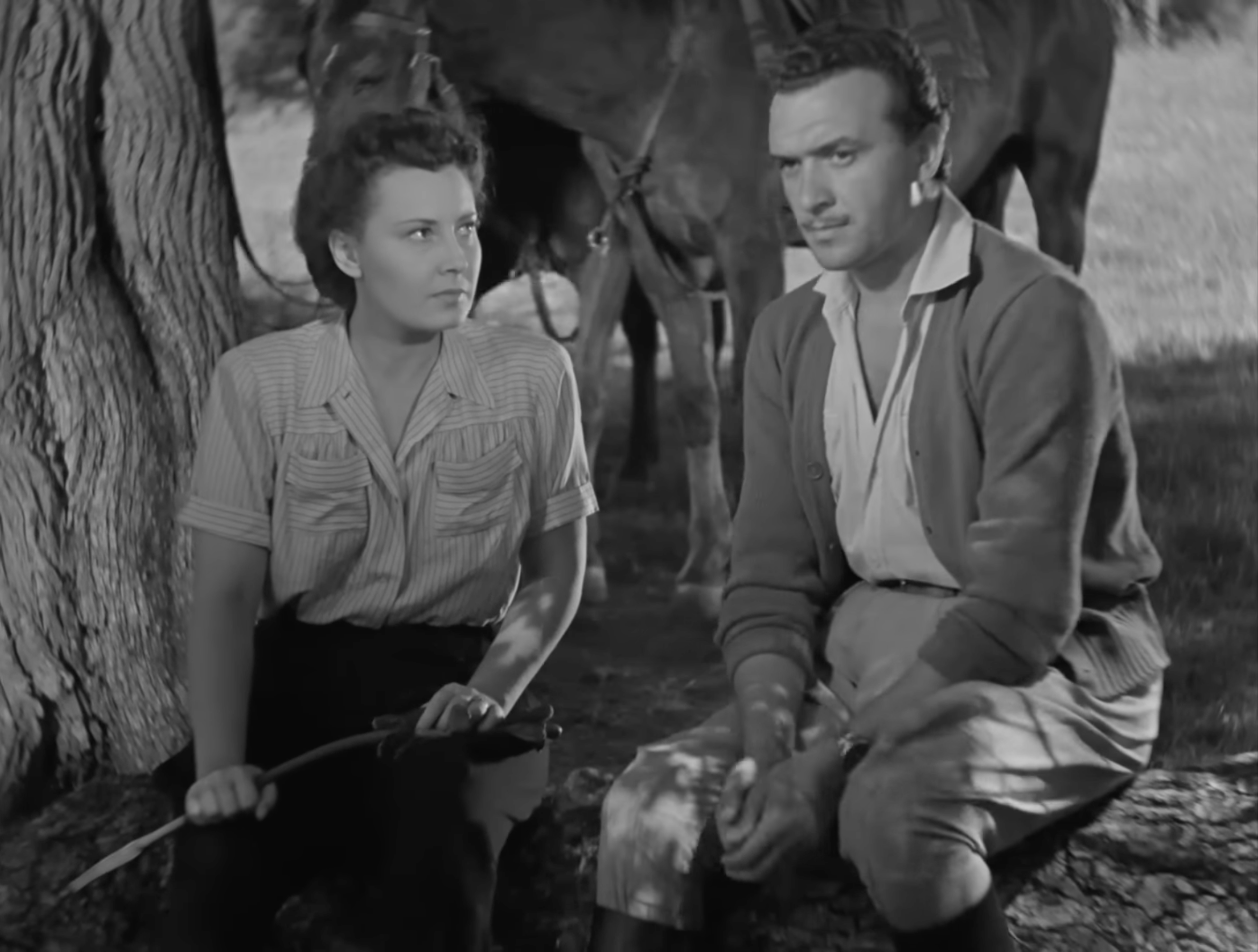
În La sua strada (1946)

- Carne inquieta („Neliniștită”, 1952)
- Gli Innocenti pagano (1952)
- La vendetta di una pazza ("Răzbunarea unei fete nebune", 1952)
- I Vitelloni (1953)
- Pietà per chi cade⁠(d) („Compasiunea”, 1954)
- Miedo ("Frica", 1956)
- La Mestiza ("1956)
- Viaje de novios („Luna de miere”, 1956)
- Todos somos necesarios⁠(d) (1956)
- 1956 Retorno a la verdad⁠(d) („Adevărul te va elibera”)
- Rapsodia de sangre („Extaz”, 1957)
- El batallón de las sombras („Batalionul din umbră”, 1957)
- Il cielo brucia („Cerul arde”, 1958)
- Života sladké hořkosti Lídy Baarové („Amintiri dulci-amare ale Lídiei Baarová”, 1995)